# Caruaru
Caruaru är en stad och kommun i delstaten Pernambuco i östra Brasilien. Kommunen hade år 2014 cirka 342 000 invånare. Den är belägen vid floden Ipojuca och grundades på mitten av 1800-talet.

## Administrativ indelning
Kommunen var år 2010 indelad i fyra distrikt:
- Carapotós
- Caruaru
- Gonçalves Ferreira
- Lajedo do Cedro